# Museo interreligioso di Bertinoro
Il Museo interreligioso è un museo di Bertinoro, dedicato alle tre grandi religioni monoteiste, ebraismo, cristianesimo e islam, che nel corso della storia hanno segnato le vicende, la cultura e l'identità dei popoli del mondo.
La sede del museo è nella millenaria Rocca vescovile di Bertinoro.

## Storia
Il museo è stato inaugurato il 10 giugno 2005 ed è nato per volontà della diocesi di Forlì-Bertinoro su un progetto del senatore forlivese Leonardo Melandri. Per la sua realizzazione sono stati riuniti studiosi esperti in varie discipline (teologia, arte, architettura) in relazione a ognuna tre fedi monoteistiche. 
Il lavoro ha portato alla realizzazione di percorsi espositivi con l'esposizione di importanti oggetti d'arte. Il Portale d'ingresso al Museo che accoglie i visitatori nel museo è un'opera in metallo di Mario Di Cicco, realizzato come ideale introduzione all'itinerario culturale del museo; nel portale sono rappresentati i simboli e 18 temi iconografici, considerati tra i più emblematici e significativi delle tre religioni.
Sono esposte opere di orefici ebrei, musulmani e cristiani, nonché opere di Rembrandt, Sandro Pagliuchi, Francesco Messina, Lorenzo Ghiberti, Floriano Bodini e Giacomo Manzù.